# Корле (кантон)
Корле́ (фр. Corlay) — упраздненный кантон во Франции, в регионе Бретань, департамент Кот-д’Армор. Входил в состав округа Сен-Бриё.
Код INSEE кантона — 2210. Всего в кантон Корле входило 5 коммун, из них главной коммуной являлась Корле.

## Коммуны кантона
| Коммуна           | Население, чел. (1999) | Почтовый индекс | Код INSEE |
| ----------------- | ---------------------- | --------------- | --------- |
| Корле             | 978                    | 22320           | 22047     |
| Ле-О-Корле        | 714                    | 22320           | 22074     |
| Плюссюльен        | 515                    | 22320           | 22244     |
| Сен-Мартен-де-Пре | 366                    | 22320           | 22313     |
| Сен-Майё          | 484                    | 22320           | 22316     |

## Население
Население кантона на 2006 год составляло 3 108 человек.
| 1962 | 1968 | 1975 | 1982 | 1990 | 1999  | 2006  | 2007 |
| ---- | ---- | ---- | ---- | ---- | ----- | ----- | ---- |
| -    | -    | -    | -    | -    | 3 057 | 3 108 | -    |